# Villa Niscemi
La Villa Niscemi, en italien Villa Niscemi ai Colli, est une villa de Palerme, située Piana dei Colli, au nord de la ville, près du Parco della Favorita.

## Histoire
La villa a été la résidence principale, durant près de trois siècles, de la famille Valguarnera de Niscemi.
Fulco di Verdura, artiste joaillier du XXe siècle fils de Carolina di Valguarnera, y a passé son enfance.
En 1987, les descendants de la dynastie (par ordre d'âge), Margherita (dites Maita) Valguarnera e Maria Immacolata (dites Mimì) Valguarnera, princesse Romanov, ont vendu le complexe à la commune de Palerme qui en a fait son siège de représentation.